# IC 4295
IC 4295 — компактная вытянутая спиральная галактика типа Sbс в созвездии Гидра. Прямое восхождение — 13 час 36 минут и 34.4 секунды. Склонение -29° 05' 20". Видимые размеры — 1,00' × 0,4'. Видимая звёздная величина — 14,3. Поверхностная яркость — 13,3 mag/arcmin2. Этот объект входит в число перечисленных в оригинальной редакции нового общего каталога.